# سم گروس
سم گروس (انگلیسی: Sam Gross; ۷ اوت ۱۹۳۳ – ۶ مه ۲۰۲۳) کارتونیست اهل ایالات متحده آمریکا بود.
وی در طول دوران فعالیت حرفه‌ای خود برندهٔ جوایزی همچون جایزه اینکپات شده بود.